# Boczniak mikołajkowy
Boczniak mikołajkowy (Pleurotus eryngii (DC.) Quél) – gatunek grzybów z rodziny boczniakowatych (Pleurotaceae).

## Systematyka i nazewnictwo
Pozycja w klasyfikacji według Index Fungorum: Pleurotus, Pleurotaceae, Agaricales, Agaricomycetidae, Agaricomycetes, Agaricomycotina, Basidiomycota, Fungi.
Po raz pierwszy takson ten zdiagnozował w 1815 r. Augustin Pyramus de Candolle nadając mu nazwę Agaricus erygii. Obecną, uznaną przez Index Fungorum nazwę nadał mu w 1821 r. Lucien Quélet, przenosząc go do rodzaju Pleurotua.
Nazwę polską podał Władysław Wojewoda w 2003 r.

## Charakterystyka
Jest pasożytem korzeniowym roślin zielnych z rodziny selerowatych. Wytwarza owocniki o grubym, mięsistym białym trzonie z małym brązowym kapeluszem. Jest jadalny i smaczny.
W Polsce znane jest jedno tylko stanowisko tego gatunku, ale już historyczne (koło Elbląga, 1916). Podał je Kaufmann, ale dokonana przez niego identyfikacja gatunku jest wątpliwa. Od 2014 r. w Polsce jest objęty ścisłą ochroną gatunkową.

## Przypisy

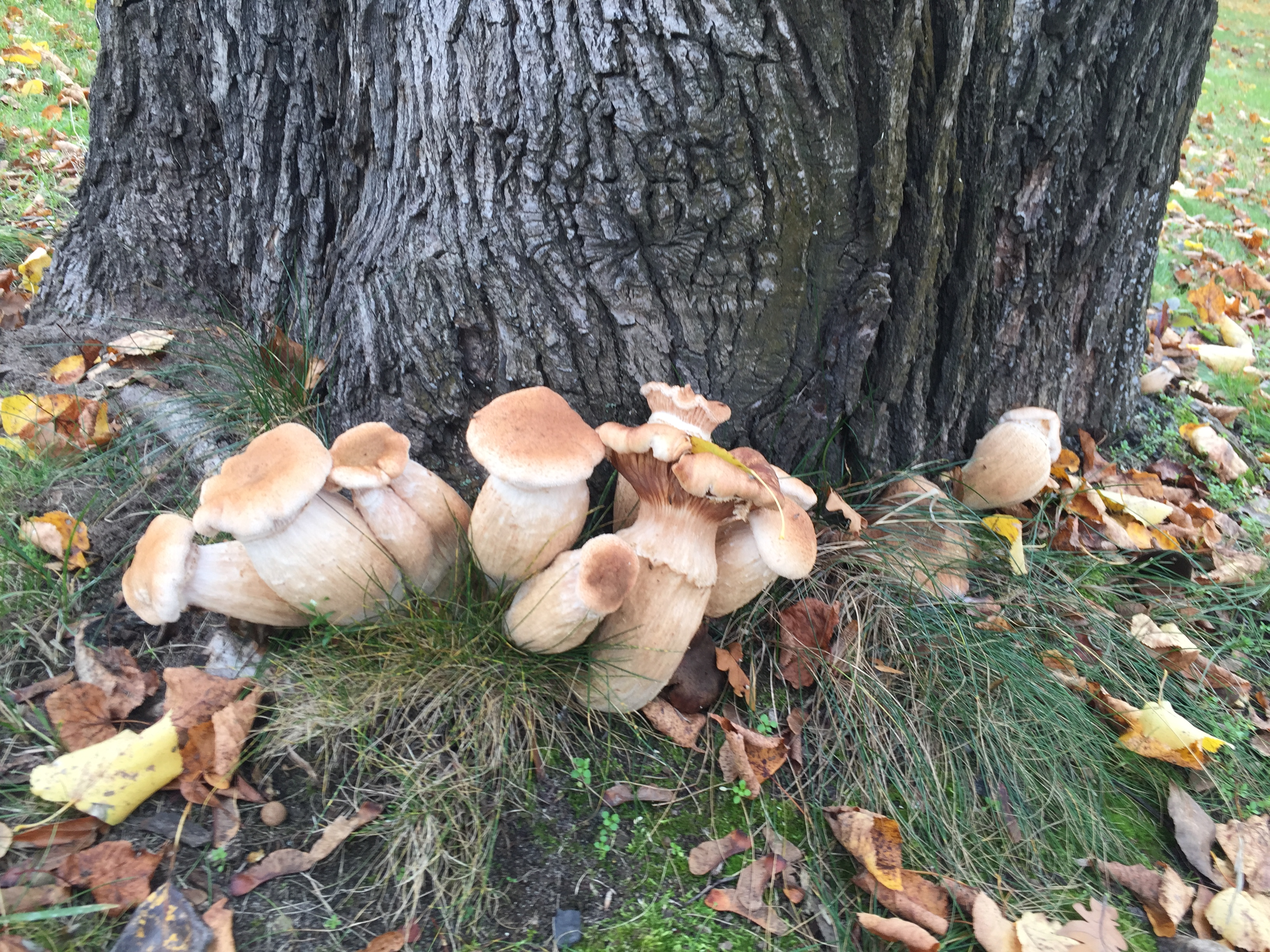